# Rainer Müller (Historiker)

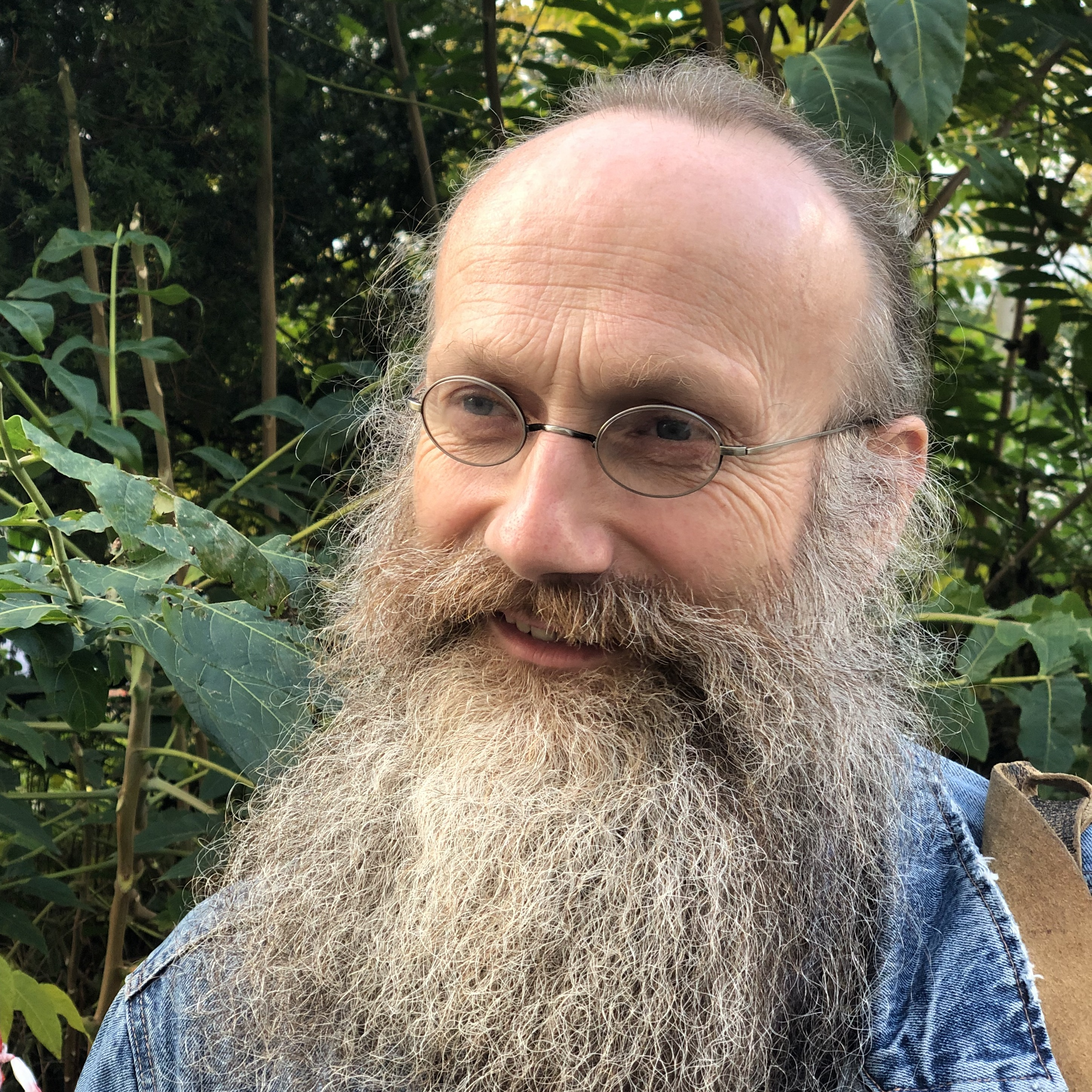
Rainer Müller 2022

Rainer Rudolf Müller (* 26. September 1966 in Borna) ist ein deutscher Historiker und Bürgerrechtler. Er gehörte in den 1980er Jahren zur Bürgerrechtsbewegung und zum organisierten Widerstand in der DDR. Er arbeitete in verschiedenen Bürgerrechtsgruppen mit, so auch in der Arbeitsgruppe Menschenrechte. Er war danach Sprecher im Arbeitskreis Gerechtigkeit, der mit öffentlichen Aktionen zur Initiierung der Massenproteste gegen die SED-Herrschaft wesentlich beigetragen hat. 1989 war er hauptamtlicher Mitarbeiter in der Koordinierungsgruppe des Arbeitskreises Gerechtigkeit und der Arbeitsgruppe Menschenrechte.

## Leben
Rainer Müller durfte trotz seiner sehr guten schulischen Leistungen kein Abitur ablegen, weil er als junger Christ der obligaten Jugendweihe ferngeblieben und wegen seines Kleidungs-Aufnähers Schwerter zu Pflugscharen mit Repressionsorganen der SED-Diktatur in Konflikt geraten war.
Während der Maurerlehre nahm er nach dem 7. Oktober 1984, dem Nationalfeiertag der DDR, an einem fünfwöchigen Streik für bessere Arbeitsbedingungen im VEB Verkehrs- und Tiefbaukombinat Leipzig teil. Wegen seiner ablehnenden Haltung zum SED-Staat fand er nach Berufsabschluss und anschließender Arbeitslosigkeit nur in einer kirchlichen Einrichtung eine Anstellung als Betriebshandwerker.
Wegen seiner Wehrpflichtverweigerung bei der NVA wurde ihm von der Karl-Marx-Universität Leipzig die Studienzulassung entzogen, obwohl er 1986 die Sonderreifeprüfung für Theologiestudenten an der Sektion Theologie dieser staatlichen Hochschule bestanden hatte.
Im folgenden Jahr begann er am Theologischen Seminar Leipzig, der größten nicht-staatlichen kirchlichen Hochschule der DDR, zu studieren. Wegen seiner Kritik, die er im Rahmen der Friedensgebete in der Leipziger Nikolaikirche am SED-freundlichen Kirchenkurs übte, wurde er im Herbst 1988 zusammen mit Jochen Läßig und Thomas Rudolph von dieser Einrichtung exmatrikuliert.

### Politisch-subversives Engagement bis zur Revolution 1989
Seit 1986 hatte Müller sein Engagement ausgeweitet. Er war einer der Herausgeber der Samisdat-Zeitschrift „Namenlos“, die in den Landkreisen Borna, Geithain und Altenburg sowie in der Stadt Leipzig von März 1985 bis Mai 1987 illegal vertrieben wurde.
Er engagierte sich im Arbeitskreis Solidarische Kirche und in der Umweltgruppe Borna. Von 1987 an arbeitete er in der Arbeitsgruppe Menschenrechte (AGM) um Pfarrer Christoph Wonneberger mit, war einer der Sprecher der unabhängigen Oppositionsgruppe Arbeitskreis Gerechtigkeit Leipzig (AKG) und gestaltete die montäglichen Friedensgebete in der Nikolaikirche mit.

„Nach den Verhaftungen und Exilierungen Berliner Oppositioneller im Januar 1988 verstärkten Thomas Rudolph, Bernd Oehler, Rainer Müller und andere Leipziger ihre Bemühungen um eine überregionale Koordinierung und riefen im Sommer 1988 den „Sonnabendskreis“ ins Leben. Monatlich luden sie Vertreter von unabhängigen Bibliotheken, Samisdatredaktionen, Friedens-, Umwelt- und Menschenrechtskreisen aus Sachsen, Sachsen-Anhalt, Thüringen und Berlin nach Leipzig ein, um Erfahrungen und Informationsmaterialien auszutauschen, gemeinsame Aktionen vorzubereiten und politische Erklärungen zu verfassen.

Aus dem „Sonnabendskreis“ ging die „Arbeitsgruppe zur Situation der Menschenrechte in der DDR“ hervor, die am Internationalen Tag der Menschenrechte 1988 ihre Arbeit aufnahm. [...] Mit Mahnwachen und Fürbittgottesdiensten wurden im November 1987 und im Januar 1988 die Freilassung der in Ost-Berlin Inhaftierten gefordert. Anfang 1989 riefen AGM und AKG zu einem DDR-weiten Aktionstag für die aus politischen Gründen Inhaftierten in der ČSSR auf. Rainer Müller lernte Tschechisch, um Oppositionsdokumente übersetzen und in der DDR mittels der Samisdatpublikationen Ostmitteleuropa und Varia verbreiten zu können. In der „Arbeitsgruppe Ostmitteleuropa“ des AKG hielt er mit Thomas Rudolph Kontakt in die ČSSR. Mit Petr Uhl, der die gemeinsame Gegenöffentlichkeit osteuropäischer Oppositioneller vorantrieb, wurden regelmäßig Informationen ausgetauscht.“

Als im Sommer 1988 Superintendent Friedrich Magirius beschlossen hatte, alle oppositionellen Gruppen von der Gestaltung der Friedensgebete auszuschließen, verteilte Rainer Müller Tücher mit der Aufschrift „Redeverbot“, die sich einige in der Nikolaikirche vor den Mund banden. Zusammen mit anderen Mitgliedern des Arbeitskreises Gerechtigkeit machten sie künftig den Vorplatz der Nikolaikirche zu ihrem Podium, verlasen Informationen und kündigten Veranstaltungen an. Damit hatte der Protest den kirchlichen Schutzraum verlassen.
Erst nach mehreren Monaten intensiver Protestaktionen konnten Christoph Wonneberger und die organisierte Leipziger Opposition einen Kompromiss erreichen, der den Gruppen ab April 1989 die Gestaltung der Friedensgebete unter der Leitung und Verantwortung jeweils eines Pfarrers ermöglichte. Die Gruppen wurden dann neben Wonneberger von den Pfarrern Rolf-Michael Turek und Klaus Kaden sowie dem Priester Hans-Friedrich Fischer unterstützt.
Im Vorfeld der Leipziger Luxemburg-Liebknecht-Demonstration im Januar 1989 wurde Rainer Müller wegen geplanter oppositioneller Aktivitäten verhaftet. Das Ministerium für Staatssicherheit führte den Operativen Vorgang OV „Märtyrer“ gegen ihn. Mehrfach wurde er bei Demonstrationen festgenommen, mit Aufenthaltsverboten oder Geldstrafen belegt. Das Haus Mariannenstraße 46 im zerfallenden Altbauviertel des Leipziger Ostens, das er gemeinsam mit anderen Oppositionellen bewohnte, wurde rund um die Uhr wahrnehmbar vom MfS observiert.
Für den Abschluss des Sächsischen Kirchentages im Juli 1989 hatte Müller gemeinsam mit Gerold Hildebrand ein Transparent angefertigt, auf dem in Deutsch und in chinesischen Schriftzeichen „Demokratie“ gefordert wurde. Müller führte mit Kathrin Walther und anderen Mitarbeitern subversiver Gruppen einen Demonstrationszug in die Leipziger Innenstadt an: Gegen das von der SED begrüßte Massaker auf dem Platz des Himmlischen Friedens in Peking und für demokratische Veränderungen in der DDR. „Seit dem Beataufstand von 1965 war dies die größte Demonstration in Leipzig, da sich rund eintausend Kirchentagsbesucher angeschlossen hatten.“
Von Juli 1989 bis Februar 1990 gehörte Rainer Müller gemeinsam mit Kathrin Walther, Thomas Rudolph und Frank Richter zu den „hauptamtlichen“ Mitarbeitern der Koordinierungsgruppe des Arbeitskreises Gerechtigkeit und der Arbeitsgruppe Menschenrechte. Die Finanzierung ihres Lebensunterhaltes (unterhalb der Höhe eines in der DDR gezahlten Stipendiums) wurde aus Spenden und dem Verkauf der Samisdat-Zeitschriften bestritten.
Nachdem es bei den Montagsdemonstrationen in Leipzig im September sowie Anfang Oktober 1989 auch in anderen DDR-Städten zu brutalen Übergriffen auf festgenommene Demonstranten gekommen war, verfasste Rainer Müller zusammen mit anderen den Appell zur Gewaltlosigkeit, in dem es heißt: „Reagiert auf Friedfertigkeit nicht mit Gewalt! Wir sind ein Volk!“, den die Gruppen auf mindestens 20.000 Flugblättern am 9. Oktober in Leipzig verteilten. Das geschah vor der entscheidenden Montagsdemonstration, die mit mindestens 70.000 Teilnehmern erstmals friedlich verlief.
Im Jahre 1989 ging in Leipzig aus den Bürger- und Menschenrechtsgruppen Arbeitsgruppe Menschenrechte und Arbeitskreis Gerechtigkeit mehrheitlich die Initiative Frieden und Menschenrechte Leipzig hervor, zu deren dortigen Mitbegründern Müller gehörte. Diese Organisation erschien den beiden subversiven Gruppen schon zuvor vorbildhaft: „Die Initiative ist angetreten, die SED zu stürzen, auch wenn sie es am Anfang nicht so gesagt hat.“ 1990 gehörte Müller dem DDR-Sprecherrat der Initiative Frieden und Menschenrechte (IFM) an, die 1991 in das Bündnis 90 aufging.

### Wirken seit der Einheit Deutschlands
Im April 1993 verließ Müller das Bündnis 90 und trat zum Neuen Forum über, in dem er noch heute aktiv ist.
In den 1990er Jahren studierte Müller an der Universität Leipzig Mittelalterliche und Neuzeitliche Geschichte, Namenforschung/Onomastik und historische Grundwissenschaften/Archivwissenschaft. Er ist weiterhin in verschiedenen gesellschaftspolitischen Gruppen aktiv, gab in den 90er Jahren Beratung in der Kontaktstelle für Kriegsdienstverweigerer und Zivildienstleistende und arbeitete in der Bundesarbeitsgemeinschaft der Sozialhilfeinitiativen mit, engagierte sich im Aktionskreis gegen Kultur- und Sozialabbau. Er gehörte 1992 zu den Gründungsmitgliedern des Bürgervereins Lindenau e. V., dessen Vorsitzender er bis 1995 war. Während der Studienzeit wirkte er ab 1997 im Fachschaftsrat Geschichte und mehrere Semester im Sozialausschuss des StudentInnenrates mit.
2001 gründete er den Lindenauer Stadtteilverein e. V. mit und war bis 2009 dessen Vorsitzender. 2004 gehörte er zu den Mitbegründern des Haushalten e. V. (Wächterhäuser in Leipzig). An der Nachbarschaftsschule Leipzig war er Klassenelternsprecher, arbeitete im Elternrat mit, war seit 2011 Mitglied der Schulkonferenz, heute ist er dort noch Elternvertreter im Sozialfonds. Er war im Bezirksbeirat der IG Bau.
Rainer Müller arbeitet ehrenamtlich im Archiv Bürgerbewegung Leipzig e. V. (1995 im Vorstand) und dem IFM-Archiv Sachsen e. V. mit, die zur Erforschung der Geschichte des Widerstands gegen die SED-Diktatur beitragen, und bietet Stadtführungen zu Stätten der Friedlichen Revolution in Leipzig an.
Im Oktober 2015 unterzeichnete er mit 46 weiteren ehemaligen DDR-Bürgerrechtlerinnen und -Bürgerrechtler aus unterschiedlichen politischen Lagern den von Katrin Hattenhauer initiierten Offenen Brief an Bundeskanzlerin Angela Merkel, in dem es eingangs heißt: „Wir unterstützen Ihre Politik der offenen Grenzen. Wir unterstützen Ihre Flüchtlingspolitik und Ihren Einsatz um der Menschen willen. Mit größtem Respekt sehen wir Ihre feste Haltung zur Aufnahme asylsuchender Flüchtlinge bei uns in Deutschland […] 70 Jahre nach dem Holocaust öffnet Deutschland seine Grenzen und rettet Menschen aus Not und Tod.“
Rainer Müller lebt mit seiner Partnerin in Leipzig-Lindenau und hat vier Töchter.

## Film- und Radio-Dokumentation
- The Secret Life of the Berlin Wall by diverse production Ltd. for BBC, 2009.
- Interview in: Peter Grimm / Frank Wolfgang Sonntag: Der Einfluss des Theologischen Seminars Leipzig auf DDR-Bürgerrechtler | FAKT | Das Erste vom 7. Oktober 2014, 21:45 Uhr.
- Interview mit Stephan Kelch zum 25. Jubiläum der Revolution von 1989 in: heute Journal vom 9. Oktober 2014 ab 4:55.
- Magazin FAKT im mdr vom 12. Februar 2019: Dresden am 13. Februar 1989 – Demonstration für Reformen mit Gesine Oltmanns und Rainer Müller vom Arbeitskreis Gerechtigkeit sowie mit Harald Bretschneider und Roland Jahn.
- Ein Land wird abgewickelt. Vierteilige Radiodokumentation von Gabriele Knetsch, Teil 1 mit Oliver Kloss, Rainer Müller, Frank Richter und Christoph Wonneberger, BR, Erstausstrahlung am 4. September 2020.